# Ahmad Xah Bahadur
Ahmad-Xah Bahadur Mujahid-ad-Din Abu-Nasr (1725 - 1775) fou un emperador mogol. Va pujar al tron el 1748 succeint al seu pare Muhammad Shah, però el poder efectiu estava en mans de Safdar Jang, nabab d'Oudh, que va ser nomenat visir de l'emperador. Per mantenir allunyats als rohilla (rohela) va cridar als marathes amb el resultat del saqueig dels seus territoris per aquestos mentre els afgans entraven al Panjab.
En 1749 Joseph François Dupleix es va aliar amb Chanda Sahib i Muzaffar Jung, els dos administradors mogols al Deccan i va voler donar-los el poder a les seves respectives regions, i altres famosos líders com Hyder Ali també es van aliar amb els francesos. Aviat Chanda Sahib, Muzzafar Jung i els francesos liderats per Patissier i De Bussy van ser capaços de derrotar el Nabab d'Arcot Ànwar al-Din Muhàmmad Khan en la batalla d'Ambur, en la que morí, i en resposta, el seu fill Wala Jah Muhammad Ali i Nasir Jang es van alinear amb els anglesos el 1750. Quan Nasir Jung va intentar recuperar Gingee Fort, fou aturat per De Bussy, derrotat i mort per les tropes de Himmat Khan, Nawab de Kadapa. Joseph François Dupleix, l'autèntic governant rere els successors va delegar un notable govern en els seus aliats: Muzaffar Jung fou declarat Nizam de Mughal al Deccan oriental i Chanda Sahib Nawab del Carnatic. Els francesos es van guanyar la reputació d'aristòcrates poderosos a l'imperi Mogol, mentre que els anglesos eren vistos com a pirates des dels temps d'Aurangzeb.
El 1754 el visir Safdar Jang fou derrocat per Imad al-Mulk Ghazi l-Din Khan, que va declarar a Bahadur indigne, el va cegar i empresonar a Salimgarh fins a la seva mort en 1754.